# Rec Comtal

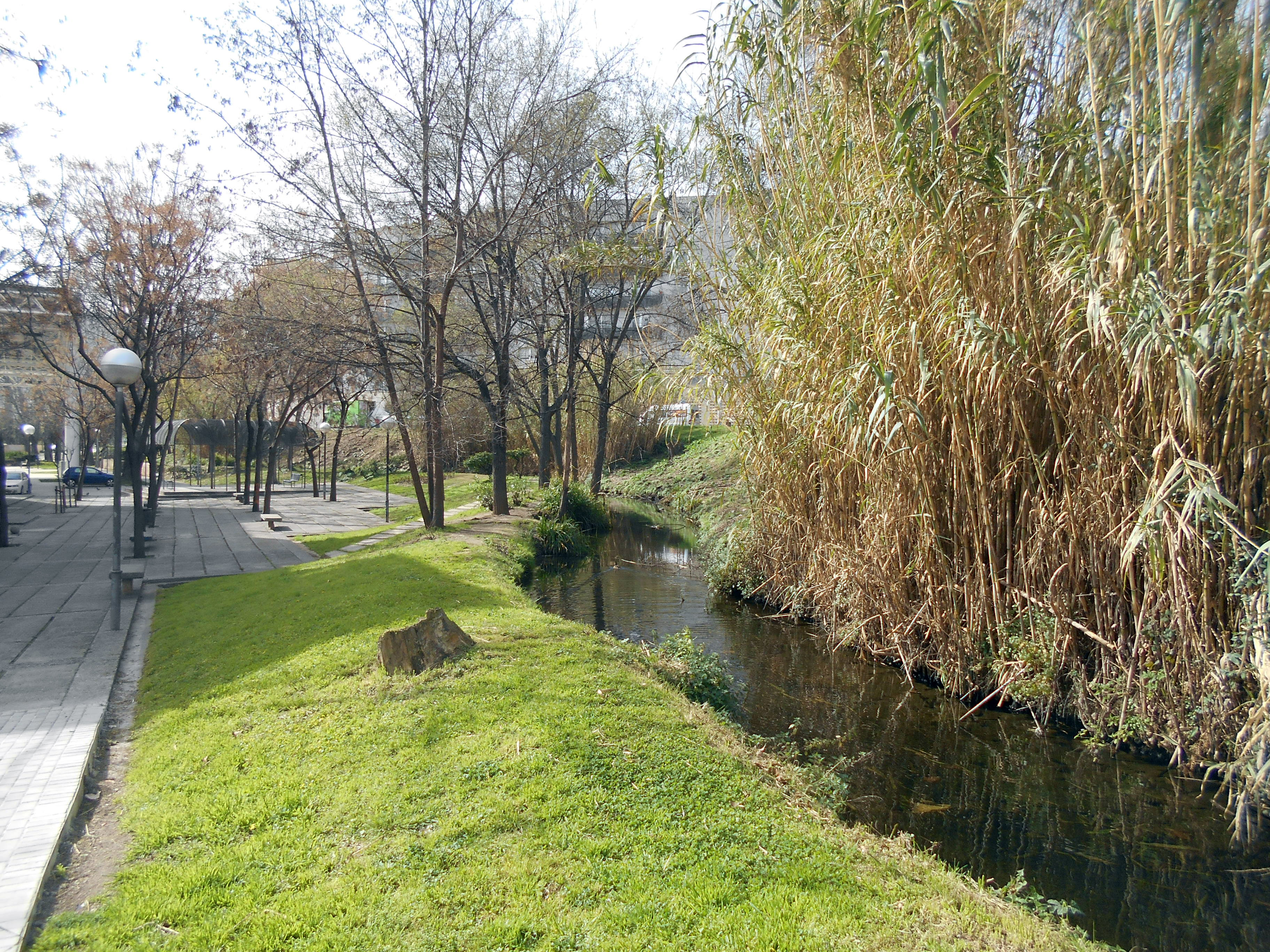
Ein erhaltenes Teilstück des Rec Comtal bei der Plaça Primer de Maig in Barcelona.

Der Rec Comtal (auch Sèquia Comtal oder auf Spanisch Acequia Condal) ist ein ehemaliger Bewässerungskanal in Katalonien.

## Geschichte
Vermutlich Mitte des 10. Jahrhunderts rekonstruierte Graf Miró I. von Barcelona ein altes römisches Aquädukt, das auf Höhe der Ortschaft Montcada i Reixac Wasser aus dem Fluss Besòs entnahm und in Richtung Barcelona leitete. Außerhalb der Stadt diente der Kanal der Bewässerung sowie dem Antrieb von Mühlen, innerhalb der Stadt – wo er entlang der Carrer de Regomir verlief – der Versorgung das Viertels Sant Pere.
Um den wachsenden Bedarf der Stadt zu decken, wurde die geförderte Wassermenge im 19. Jahrhundert zunächst erheblich gesteigert, bevor der Kanal Ende des 19. Jahrhunderts seine Bedeutung für die Versorgung Barcelonas verlor und in der Folge nur noch zur Bewässerung der Gärten des Viertels Sant Andreu de Palomar genutzt wurde.

## Was blieb

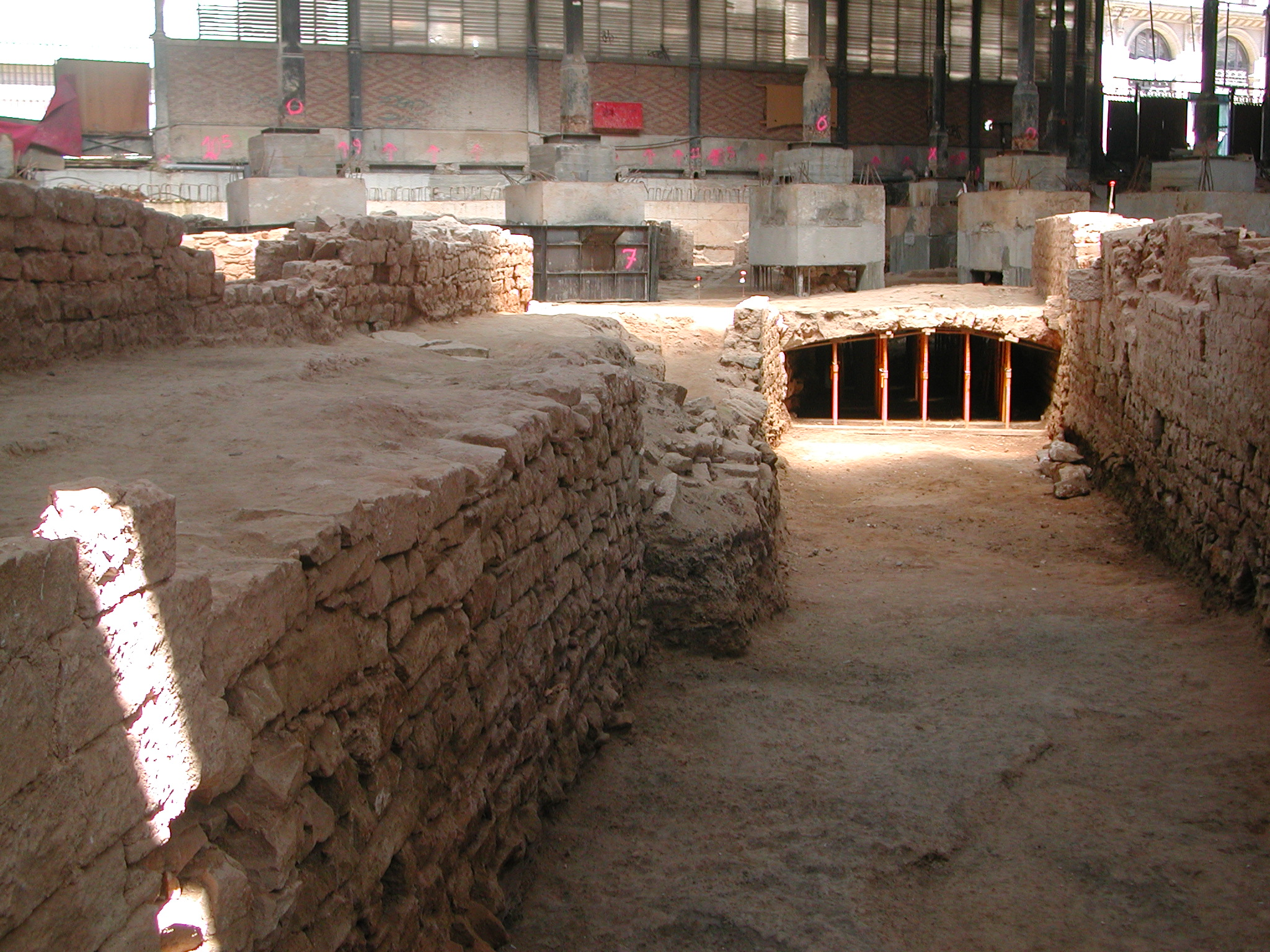
Reste des Kanals im Mercat del Born

Ein Teilstück des Rec Comtal ist in Vallbona im Stadtteil Nou Barris erhalten geblieben. Darüber hinaus gibt es freigelegte Reste des Kanals in der ehemaligen Markthalle des Mercat del Born, dem heutigen Centre de Cultura i Memòria (Kultur- und Erinnerungszentrum).